# Robert Staveley
Robert Staveley, britanski general, * 1892, † 1968.